# Meddah

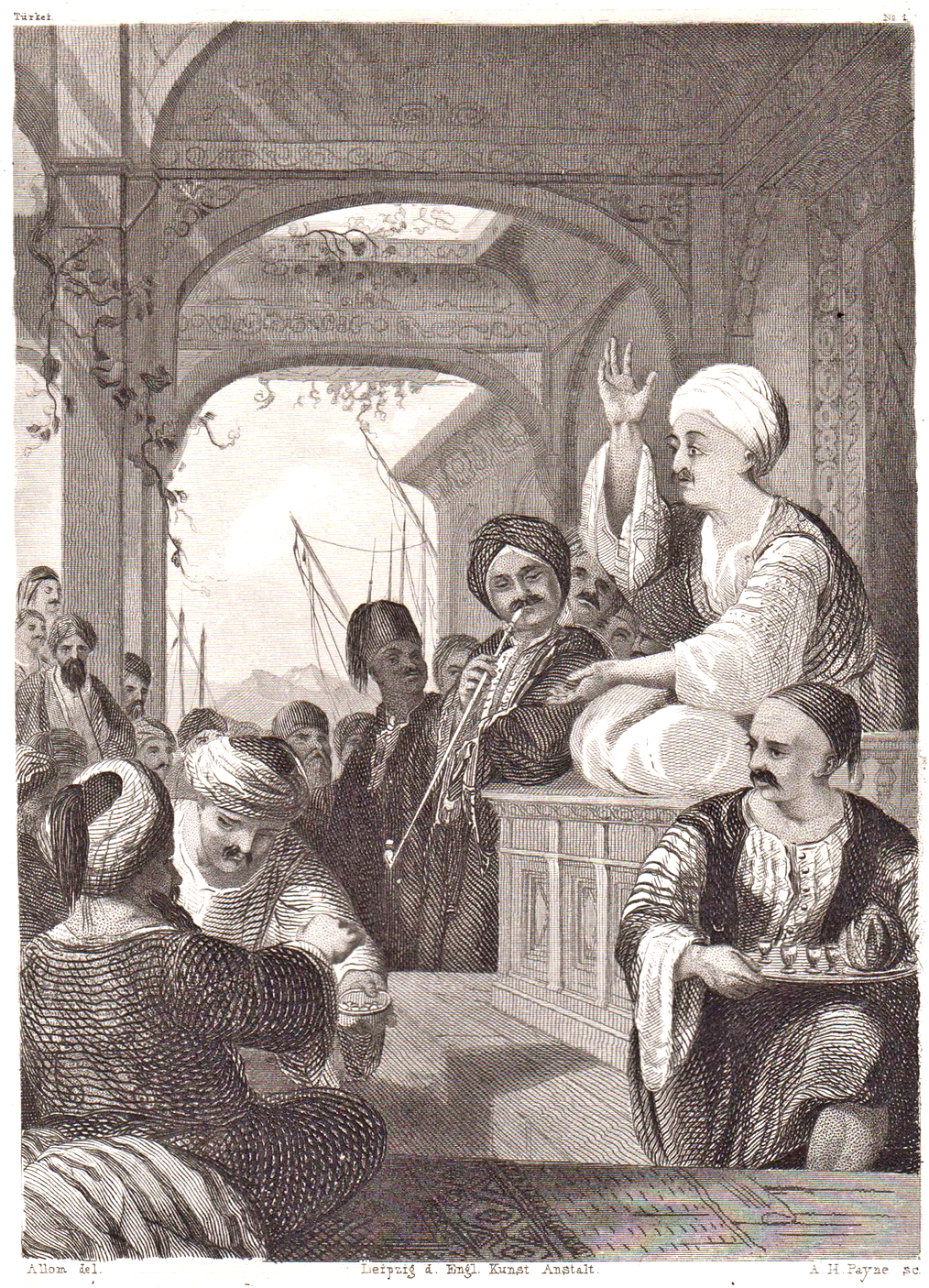
Meddah

Meddah (arabisch: madaha, loven) zijn vertelkunstenaars die gebruikmaken van mimiek. Meddah-vertellingen zijn als literair genre een bestanddeel van de Turkse volksliteratuur.
De humorvolle, meestal uit dialogen opgebouwde, vertellingen waren tot de jaren twintig een vast bestanddeel in de Turkse koffiehuiscultuur. In de ramadan brachten de meddah de toehoorders na zonsondergang levensregels bij en wezen op misstanden in de gemeenschap. 
De vertelkunsten van de meddah staan sinds 2003 vermeld op de Lijst van Meesterwerken van het Orale en Immateriële Erfgoed van de Mensheid.